# David Krämer
David Krämer (Myjava, Eslovaquia, 14 de enero de 1997) es un jugador de baloncesto alemán. Su puesto en la cancha es la de Escolta. Actualmente juega en Real Madrid de la Liga ACB.

## Trayectoria
Krämer nació en Myjava, Eslovaquia, el país en el que nació su madre y donde su padre Roman jugaba baloncesto profesional. Más tarde,  Krämer y su familia se mudaron a Austria cuando su padre fue fichado por un equipo austriaco y comenzó a jugar baloncesto a la edad de cuatro años en las categorías inferiores del equipo austriaco del Oberwart Gunners, donde jugó junto a su hermano Filip que también sería jugador profesional de baloncesto.
En la temporada 2013-14, Krämer hizo su debut profesional con los Oberwart Gunners en la Bundesliga de baloncesto de Austria con apenas 17 años, jugando un total de 13 partidos.
En mayo de 2014, Krämer firmó con el equipo alemán del ratiopharm Ulm y se unió a sus filas en agosto de ese año. En su primera temporada jugaría en su filial, el OrangeAcademy de la ProB, del tercer nivel del baloncesto alemán promediando 8,9 puntos, 1,9 rebotes y 1 asistencia por partido en 24 partidos.
En la temporada 2015-16, Krämer hizo su debut en la Basketball Bundesliga con ratiopharm Ulm, jugando su primer partido el 10 de octubre de 2015 contra Phoenix Hagen, anotando 3 puntos en 1 minuto y 54 segundos de tiempo de juego. En esa temporada, Krämer disputó 26 partidos con OrangeAcademy  (14 puntos, 4,5 rebotes, 1,7 asistencias por partido) en ProB y 14 con ratiopharm Ulm (2 puntos, 0,7 rebotes y 0,4 asistencias por partido) en la Bundesliga. 
En la temporada 2016-17, Krämer jugó 30 partidos (28 como titular) en ProB con OrangeAcademy, promediando 15,4 puntos, 4,7 rebotes y 1,5 asistencias por partido en 27,8 minutos, con un 43,9 % de tiros de campo y un 36,8 % de triples, donde ganó el título de liga y Krämer fue nombrado mejor jugador joven de la liga (premio Youngster Der Saison). También disputó un total de 18 partidos con el ratiopharm Ulm en la Bundesliga (15 durante la temporada regular y 3 en los playoffs), promediando 2,2 puntos, 0,9 rebotes y 0,2 asistencias en 6 minutos de tiempo medio de juego.
Para la temporada 2017-18, formaría parte del equipo de la ProA, el segundo nivel de baloncesto en Alemania,  donde jugó 27 partidos en el ProA 2017-18 con el equipo y promedió 16,9 puntos, 4,7 rebotes y 1,9 asistencias. Con el primer equipo disputó 22 partidos con promedios de 4,6 puntos, 1,3 rebotes y 0,4 asistencias, disparando un 45,9 % en triples.
En la temporada 2018-19, Krämer disputó 35 partidos en los que promedió 5,4 puntos, 1,4 rebotes y 0,5 asistencias por partido.
En verano de 2019, firmó con Phoenix Suns para disputar tres partidos de la Liga de Verano de la NBA. El 24 de julio, Krämer firmó un contrato del Anexo 10 con los Phoenix Suns y fue liberado el 15 de octubre de 2019, junto con Norense Odiase y Tariq Owens.
Más tarde, en octubre de 2019, Krämer se unió a los Northern Arizona Suns, el equipo afiliado de la NBA G League de los Phoenix Suns, donde jugó 15 partidos durante la temporada 2019-20 de la NBA G League, promediando 8,2 puntos, 3,1 rebotes, 0,5 asistencias y 0,5 robos en 14,5 minutos de tiempo de promedio.
El 10 de febrero de 2021, Krämer fue incluido en la lista del draft de los Austin Spurs, pero luego los Spurs renunciaron el 12 de febrero sin llegar a debutar con el equipo.

#### Bayern Munich
El 23 de febrero de 2021, firma por el Bayern de Múnich de la Basketball Bundesliga con el que disputa 18 partidos, con un promedio de 2,6 puntos por partido.
En julio de 2021, firmó un contrato de dos años con el Basketball Löwen Braunschweig de la Basketball Bundesliga.

#### Covirán Granada
El 23 de junio de 2023, firma por el Covirán Granada de la Liga Endesa.

#### La Laguna Tenerife
El 3 de julio de 2024, firma por La Laguna Tenerife de la Liga ACB.

#### Real Madrid
El 11 de julio de 2025 se hace oficial el fichaje del escolta alemán por el Real Madrid hasta el verano de 2027 previo pago de la cláusula de rescisión a su anterior equipo.

### Selección nacional
Krämer jugó varios partidos internacionales con la selección sub-16 de Austria en el 2013, pero luego decidió jugar para la selección alemana.
En diciembre de 2014 debutó con la selección alemana Sub-18, con el que disputó el Campeonato de Europa Sub-18 de 2015, promediando 2,6 puntos, 0,9 rebotes y 0,5 asistencias por partido. 
En 2017, disputó el Campeonato de Europa FIBA Sub-20, registrando promedios de 12,3 puntos, 4,3 rebotes y 1,3 asistencias por partido.
En diciembre de 2018, fue convocado para jugar con la selección absoluta de Alemania e hizo su debut en un partido de clasificación para la Copa Mundial FIBA contra Estonia jugado el 3 de diciembre de 2018, anotando 7 puntos en 15 minutos.
Durante agosto y septiembre de 2023 fue integrante de la selección de Alemania que participó en el Mundial de 2023 celebrado en Asia, y que ganó el oro, tras ganar la final ante Serbia.